# Alejo Bonmatí Gonzálvez
Alejo Bonmatí Gonzálvez (n. a Santa Pola) fou un polític valencià, president de la Diputació d'Alacant durant el franquisme.
Durant la Segona República Espanyola, quan era estudiant de dret, va ser un dels organitzadors del Sindicato Español Universitario a la Facultat de Dret, així com cap de centúria de Falange Española. Durant la guerra civil espanyola va formar part de la cinquena columna i durant la Segona Guerra Mundial va lluitar al Front Oriental com a voluntari de la Divisió Blava. Quan va tornar es va llicenciar en dret i treballà com a professor mercantil, alhora que fou cap del Servei Provincial d'Alacant de Formació Política del Frente de Juventudes i membre de la Guàrdia de Franco. L'octubre de 1955 fou Inspector Provincial del Movimiento Nacional, el 1957 delegat provincial del Ministeri de l'Habitatge, delegat provincial de premsa i propaganda i diputat de la Diputació d'Alacant. El juliol de 1963 fou sotscap provincial del Movimiento Nacional i el febrer de 1964 president de la Diputació d'Alacant i procurador en Corts. Durant el seu mandat fou promotor del Premi Azorín i el 1964 fou nomenat fill adoptiu de Santa Pola. El 1966 va rebre la gran creu de l'Orde del Mèrit Civil i deixà el càrrec i el 1969 fou nomenat gerent del Centre d'Estudis Universitaris d'Alacant, càrrec que deixà el 1972 quan fou nomenat conseller del Banc Alacantí de Comerç.
El 1976 va formar part de la secció alacantina del Partit Demòcrata Liberal del País Valencià dirigida per Francisco Zaragoza Gomis.